# 赵军 (1919年)
赵军（1919年7月—2003年11月25日），曾名赵钧、升堂，男，山西五台人，中华人民共和国政治人物。

## 生平
赵军是山西省五台县槐荫村人，七岁时候父亲早逝，与母亲马幽娴相依为命。1934年，赵军考入太原平民中学，1936年加入中华民族解放先锋队。1937年，薄一波在太原国民师范学校组建军政训练班，赵军报名参加，并加入牺盟会，被派往晋南大宁县担任特派员。1938年，赵军被派往永和县，后被派往延安。1939年，他进入抗日军政大学，被编入五大队（大队长何长工）。之后随部转移到长治一带从事敌后活动，并于1939年1月加入中国共产党。部队在长治改为第18集团军随营学校，他先后担任民运工作队分队长等。1939年7月，日军占领长治，学校转移到壶关县，他毕业后担任平顺县政府秘书。1941年，调任潞城县民政科长。1942年，分配到壶关县任第三区区长，从事敌后工作。1945年8月，担任潞城县县长。1947年，被选派太行区党校学习。1947年11月18日，出任平顺县县长。1949年初，担任长治地委秘书长。
中华人民共和国成立后，赵军升任中共长治地委宣传部副部长。1952年7月，升任长治专署专员、中共长治地委副书记、书记处书记、地委第一书记，军分区第一政委。任内负责修建了关河水库、后湾水库、屯绛水库等，组织兴办了潞安矿务局、长治钢铁厂。1957年开发晋城煤田，在1958年3月，成立泽州煤矿筹建处，六年后更名为晋城矿务局。因关注当地发展，赵军还与作家赵树理成为挚友。
1964年11月，赵军改任内蒙古自治区乌兰察布盟盟委书记、军分区第一政委。1967年10月至1969年12月，担任乌兰察布盟革委会副主任。1971年4月15日，担任中共包头市委书记（当时设有第一书记）。1972年3月13日，担任中共包头市第二书记。1973年5月31日，接替田荫东，升任包头市第一书记。1973年，兼任包头钢铁公司第一书记。1977年，升任内蒙古自治区革命委员会副主任兼包头市委第一书记、包头钢铁公司党委第一书记；不久到中央党校学习。
1979年10月，赵军调任山西省革命委员会副主任。同年，担任山西省人民政府副省长兼中共运城地委书记。1980年，专任山西省人民政府副省长，分管教育、文化、科技。1982年，赵军当选为中国共产党第十二大代表。1983年3月，任山西省人民政府顾问兼省计生委主任。1985年1月，离休。1986年，他与夫人一道将故居房产及多年积蓄捐出。
2003年11月25日，他在太原逝世，终年85岁。